# Waldoboro
Waldoboro és una població dels Estats Units a l'estat de Maine (EUA). Segons el cens del 2000 tenia 4.916 habitants.

## Demografia
Segons el cens del 2000, Waldoboro tenia 4.916 habitants, 1.983 habitatges, i 1.348 famílies. La densitat de població era de 26,7 habitants/km².
Dels 1.983 habitatges en un 31,2% hi vivien nens de menys de 18 anys, en un 54,5% hi vivien parelles casades, en un 9,6% dones solteres, i en un 32% no eren unitats familiars. En el 25,7% dels habitatges hi vivien persones soles l'11,4% de les quals corresponia a persones de 65 anys o més que vivien soles. El nombre mitjà de persones vivint en cada habitatge era de 2,45 i el nombre mitjà de persones que vivien en cada família era de 2,91.
Per edats la població es repartia de la següent manera: un 25,3% tenia menys de 18 anys, un 6,6% entre 18 i 24, un 26,7% entre 25 i 44, un 25% de 45 a 60 i un 16,4% 65 anys o més.
L'edat mediana era de 40 anys. Per cada 100 dones de 18 o més anys hi havia 90,9 homes.
La renda mediana per habitatge era de 34.830 $ i la renda mediana per família de 41.042 $. Els homes tenien una renda mediana de 30.788 $ mentre que les dones 22.462 $. La renda per capita de la població era de 17.117 $. Entorn del 9,7% de les famílies i el 12,9% de la població estaven per davall del llindar de pobresa.